# Orlik (Boerjatië)
Orlik (Russisch: Орлик; lokaal: Орлиг; Orlig) is een plaats (selo) in het westen van de Russische autonome republiek Boerjatië en vormt hierbinnen het bestuurlijk centrum van het district Okinski. De plaats ligt in de Oostelijke Sajan, aan de rivier de Oka (zijrivier van de Angara), op 770 kilometer ten westen van Oelan-Oede. Het vormt het eindpunt van de weg Sljoedjanka - Mondy - Orlik. De plaats telde 2.045 inwoners bij de volkstelling van 2002 tegen 1.792 bij die van 1989. De plaats ligt in een gebied dat soms te kampen heeft met overstromingen en aardbevingen.
De plaats vormt het centrum van een landbouwregio waar gewassen als tarwe, rogge, haver, aardappelen, kool en groenten worden verbouwd in kassen en waar koeien, varkens en kippen worden gehouden.

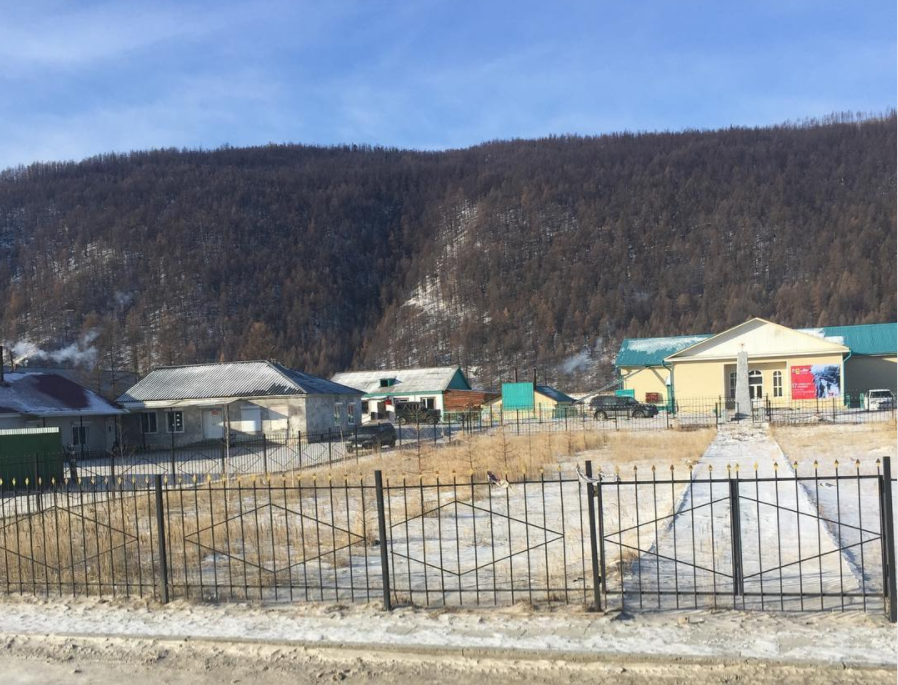
Het dorpscentrum Orlik